# Copa CCCF
O Campeonato CCCF foi um torneio de futebol formado para equipes da região da América Central e do Caribe entre os anos de 1941 e 1961. Foi fundada em 1938 e o precursor da CONCACAF, que foi formado quando a CCCF se fundiu com a NAFC (North American Football Confederation) em 1961. a Confederação de Futebol da América do Norte também organizou o Campeonato NAFC em 1947 e 1949, que foi revivida em 1990 e 1991, após 41 anos de ausência, antes da introdução da Copa Ouro da CONCACAF
O Campeonato CCCF foi sucedido pelo Campeonato CONCACAF em 1963, após a fusão.
- Lista de Campeões[1]
- 1941: Costa Rica
- 1943: El Salvador
- 1946: Costa Rica
- 1948: Costa Rica
- 1951: Panamá
- 1953: Costa Rica
- 1955: Costa Rica
- 1957: Haiti
- 1960: Costa Rica
- 1961: Costa Rica